# Portugiesische Badmintonmeisterschaft 2020
Die Portugiesische Badmintonmeisterschaft 2020 fand vom 5. bis zum 6. Dezember 2020 in Caldas da Rainha statt. Es war die 63. Austragung der nationalen Titelkämpfe in Portugal.

## Medaillengewinner
| Disziplin    | Gold                                 | Silber                              | Bronze                              |
| ------------ | ------------------------------------ | ----------------------------------- | ----------------------------------- |
| Herreneinzel | Bernardo Atilano                     | Bruno Carvalho                      | David Silva                         |
| Herreneinzel | Bernardo Atilano                     | Bruno Carvalho                      | Diogo M. Glória                     |
| Dameneinzel  | Sónia Gonçalves                      | Adriana F. Gonçalves                | Madalena M. Fortunato               |
| Dameneinzel  | Sónia Gonçalves                      | Adriana F. Gonçalves                | Mariana M. Afonso                   |
| Herrendoppel | Bruno Carvalho Tomás Nero            | Fernando Silva Hugo Rodrigues       | Daniel Mendes Marco Jorge           |
| Herrendoppel | Bruno Carvalho Tomás Nero            | Fernando Silva Hugo Rodrigues       | Kevin C. Selvarajah Tomás S. Coelho |
| Damendoppel  | Adriana F. Gonçalves Sónia Gonçalves | Mariana G. Neves Mariana M. Afonso  | Ana I. Santos Mariana S. Paiva      |
| Damendoppel  | Adriana F. Gonçalves Sónia Gonçalves | Mariana G. Neves Mariana M. Afonso  | Joana Lopes Mariana Chang           |
| Mixed        | Bernardo Atilano Mariana Chang       | Rodrigo M. Almeida Mariana G. Neves | Ângelo Silva Catarina Cristina      |
| Mixed        | Bernardo Atilano Mariana Chang       | Rodrigo M. Almeida Mariana G. Neves | Tomás Nero Ana Reis                 |